# Initrd
initrd (počáteční ramdisk) je metoda pro zavádění dočasného kořenového souborového systému do paměti počítače používaná při startu Linuxu. Jinou podobnou metodou je initramfs. Obě metody se často používají pro zpřístupnění softwarových prostředků potřebných pro připojení trvalého kořenového systému souborů.

## Účel
Mnoho distribucí Linuxu používá jediný obecný obraz linuxového jádra, do kterého vývojáři distribuce začleňují prostředky pro zavedení jádra na širokém rozsahu hardwaru. Ovladače zařízení pro toto obecné jádro se zpřístupňují ve formě zaveditelných modulů jádra, protože při statickém spojení mnoha ovladačů do jednoho jádra by byl obraz jádra příliš velký pro zavedení do počítačů s malou pamětí. To však přináší problémy s detekcí a zaváděním modulů nezbytných pro připojení kořenového systému souborů při startu a pro určení, kde se nachází a jaký je kořenový systém souborů.
Další komplikací je, že kořenový systém souborů může být na svazku používajícím softwarový RAID, LVM, NFS (na bezdiskových stanicích) nebo na zašifrovaném oddíle. To vše vyžaduje zvláštní přípravy před připojením diskového svazku.
Také hibernace, při které se před vypnutím počítače obraz celého obsahu paměti uloží na disk buď do odkládacího oddílu nebo do běžného souboru, přináší komplikace při startu systému. Při dalším startu počítače musí být tento obraz paměti dostupný, aby mohl být znovu načten do paměti.
Aby jádro nemuselo obsahovat kód pro zpracovávání velkého množství speciálních případů, používá se v počáteční fázi zavádění systému dočasný kořenový souborový systém — nazývaný anglicky early user space. Tento kořenový souborový systém může obsahovat programy pracující v uživatelském prostoru, které provádějí detekci hardwaru, zavedení modulů a detekci zařízení nutnou pro připojení skutečného kořenového systému souborů.